# Oga (miasto)
Oga (jap. 男鹿市 Oga-shi) – miasto w północnej Japonii, na wyspie Honsiu, w zachodniej części prefektury Akita. Ma powierzchnię 241,09 km². W 2020 r. mieszkały w nim 25 154 osoby, w 10 447 gospodarstwach domowych  (w 2010 r. 32 294 osoby, w 11 593 gospodarstwach domowych) .

## Geografia
Miasto położone jest po południowej stronie półwyspu Oga, nad Morzem Japońskim, na zachód od jeziora-laguny Hachirō. Do wyższych wzniesień należą Kanpū (355 m n.p.m.) i Hon (715 m n.p.m.).
Przez miasto i półwysep biegnie droga krajowa nr 101. Rozpoczyna się w nim linia kolejowa Oga-Namahage, która łączy je ze stacjami: Hadachi, Wakimoto, Funakoshi, Tennō, Futada, Kamifutada, Detohama i linią Ōu. W pobliżu stacji Oga znajduje się port Funagawa.

## Kultura
Region miasta Oga, które administracyjnie obejmuje cały półwysep, jest słynny z zimowego festiwalu demonów namahage, organizowanego co roku, w drugi piątek, sobotę i niedzielę lutego.

## Demografia
Liczbę ludności 30 kwietnia 2014 roku szacowano na 30 582 osób, w tym 14 412 mężczyzn i 16 170 kobiet, zamieszkałych w 13 264 gospodarstwach domowych.
| 1995   | 2000   | 2005   | 2010   | 2015   | 2020   |
| ------ | ------ | ------ | ------ | ------ | ------ |
| 40 517 | 38 130 | 35 637 | 32 294 | 28 375 | 25 154 |

## Galeria

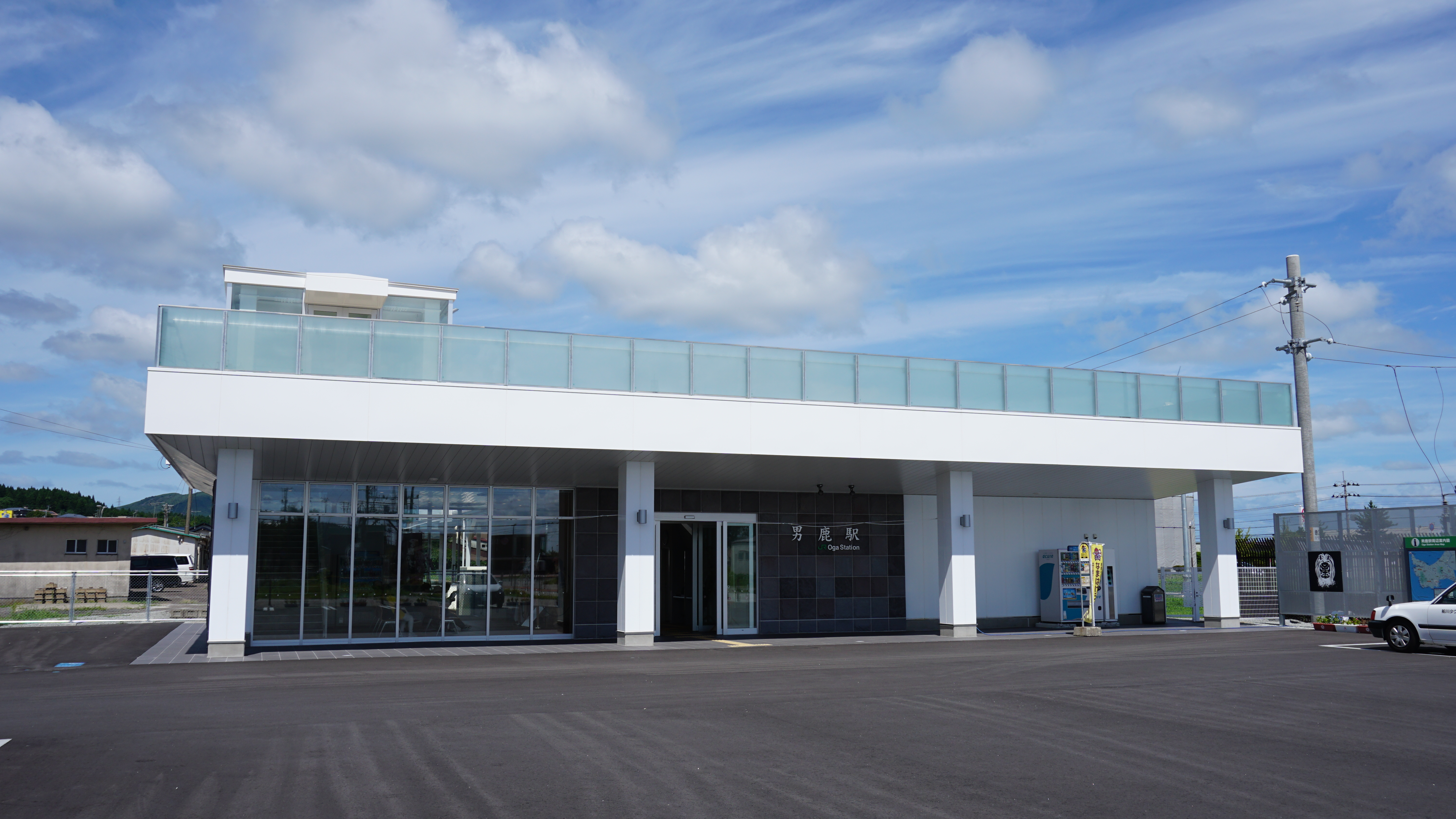
Stacja Oga
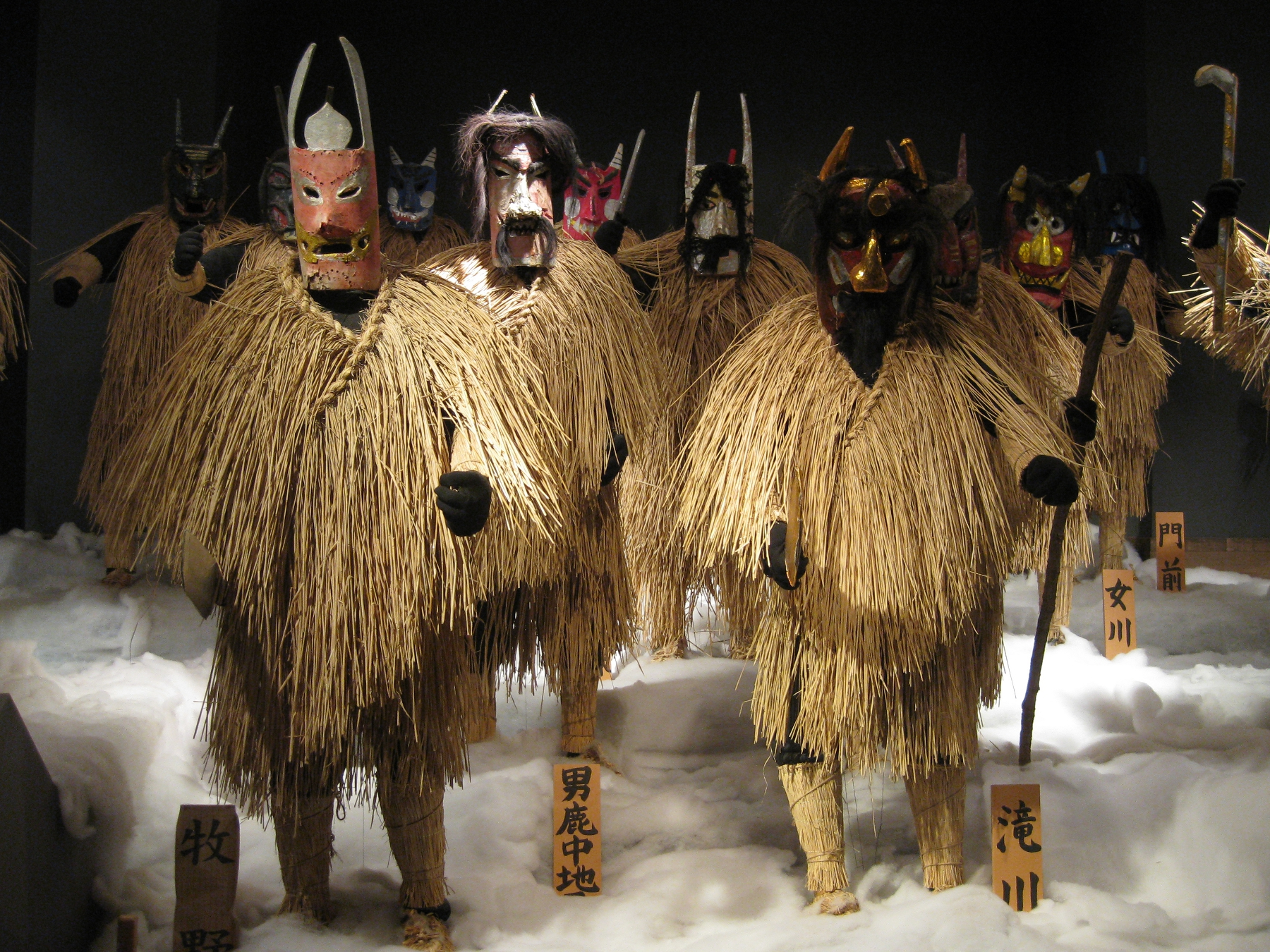
Demony namahage
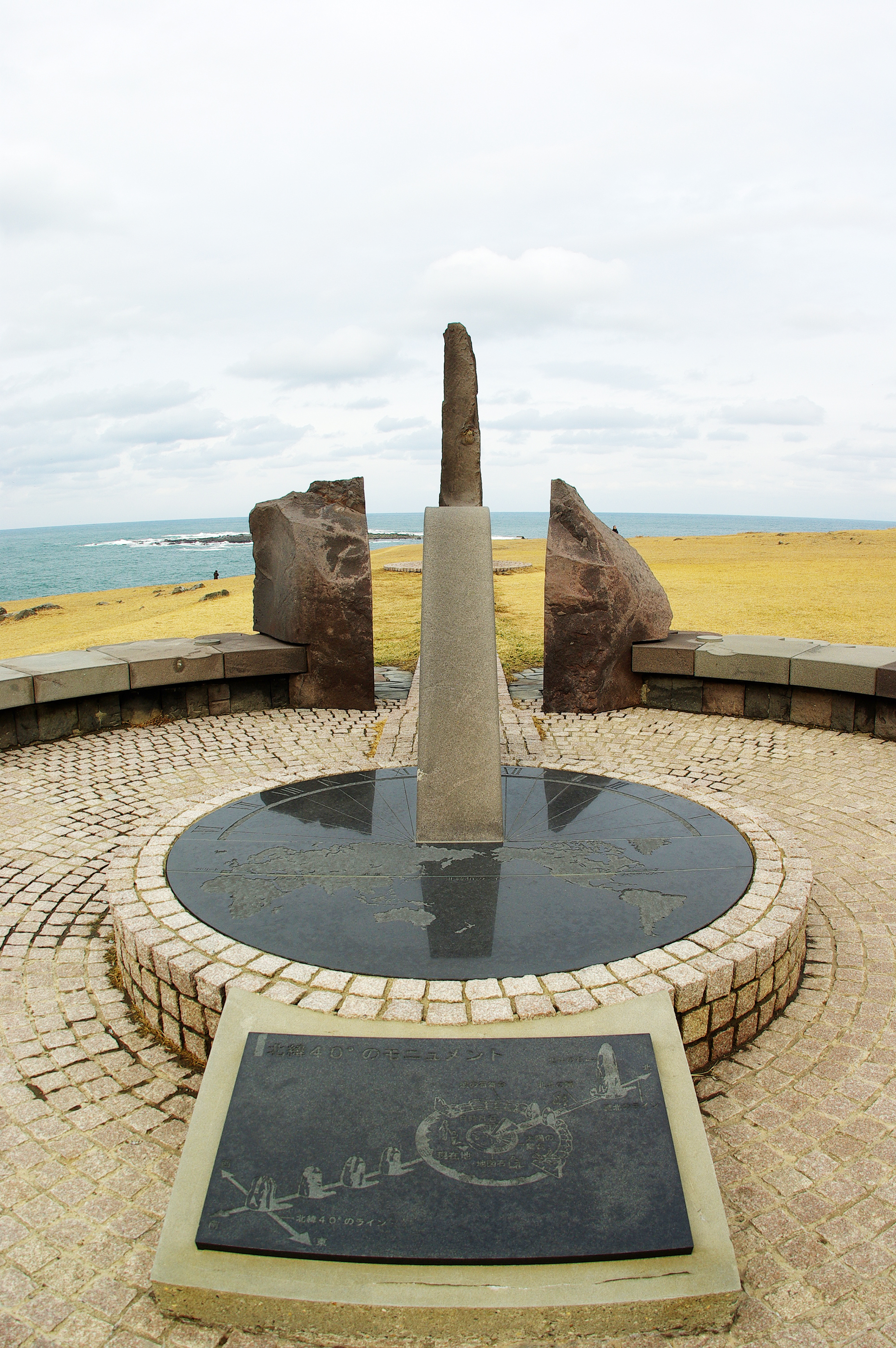
Kamień na 40°N, na przylądku Nyūdō